# Yan'an, Gansu
Yan'an  är en socken i nordvästra Kina. Den ligger i Wushan härad i staden Tianshui i provinsen Gansu, omkring 200 kilometer sydost om provinshuvudstaden Lanzhou. Antalet invånare är 13 871. Befolkningen består av 7 091 kvinnor och 6 780 män. Barn under 15 år utgör 27,0 %, vuxna 15-64 år 65 %, och äldre över 65 år 6,0 %.